# Westend (Fulda)
Westend ist ein Stadtbezirk der osthessischen Stadt Fulda.

## Lage und Geschichte
Westend liegt westlich der Fuldaer Innenstadt unterhalb von Haimbach und Galerie sowie Sickels.  
Zum Westend gehören auch die Teilbereiche Münsterfeld und Neuenberg. Dieser Bereich gehörte ehemals zu den Kasernengeländen der Amerikanischen Armee. Nachdem die Truppen im Jahr 1994 abzogen, wurde dieser Bereich durch Konversion zu einem neuen Wohn- und Gewerbebereich im westlichen Bereich der Stadt umgewandelt. Seitdem haben sich in Westend viele Unternehmen niedergelassen. 
Zur Verbindung mit dem Stadtteil Maberzell wurde ein kombinierter Fuß- und Radweg gebaut.

## Infrastruktur und Verkehr
Die Ausfallstraße und zugleich Haupterschließungsstraße des Münsterfelds ist die Haimbacher Straße. Von dort aus sind die einzelnen Wohnbereiche über Zufahrtsstraßen zu erreichen. Zur Verbindung mit dem Stadtteil Maberzell wurde ein kombinierter Fuß- und Radweg gebaut.
Im Öffentlichen Personennahverkehr wird das Westend hauptsächlich über die Stadtbuslinie 4 und die Regionalbuslinie 60 erschlossen. Nach Betriebsschluss der Linie 4 stellt das Anruf-Sammel-Taxi der Linie AT 4 den Öffentlichen Personennahverkehr im Westend sicher.